# Badminton nos Jogos Pan-Americanos de 2003
As competições de badminton nos Jogos Pan-Americanos de 2003 foram realizadas em Santo Domingo, República Dominicana. Foi a terceira edição do esporte no evento, que foi disputado para ambos os sexos.

## Medalhistas
| Evento                        | Ouro                                      | Prata                                   | Bronze                                           |
| ----------------------------- | ----------------------------------------- | --------------------------------------- | ------------------------------------------------ |
| Individual masculino detalhes | Mike Beres USA Estados Unidos             | Andrew Dabeka CAN Canadá                | Kyle Hunter CAN Canadá                           |
| Individual masculino detalhes | Mike Beres USA Estados Unidos             | Andrew Dabeka CAN Canadá                | Pedro Yang GUA Guatemala                         |
| Individual feminino detalhes  | Nigella Saunders JAM Jamaica              | Anna Rice CAN Canadá                    | Lorena Blanco PER Peru                           |
| Individual feminino detalhes  | Nigella Saunders JAM Jamaica              | Anna Rice CAN Canadá                    | Sandra Jimeno PER Peru                           |
| Duplas masculinas detalhes    | Howard Bach Kevin Han USA Estados Unidos  | Pedro Yang Erick Anguiano GUA Guatemala | Mike Beres Kyle Hunter CAN Canadá                |
| Duplas masculinas detalhes    | Howard Bach Kevin Han USA Estados Unidos  | Pedro Yang Erick Anguiano GUA Guatemala | Bradley Graham Charles Pyne JAM Jamaica          |
| Duplas femininas detalhes     | Charmaine Reid Helen Nichol CAN Canadá    | Denyse Julien Anna Rice CAN Canadá      | Lorena Blanco Valeria Rivero PER Peru            |
| Duplas femininas detalhes     | Charmaine Reid Helen Nichol CAN Canadá    | Denyse Julien Anna Rice CAN Canadá      | Doriana Rivera Sandra Jimeno PER Peru            |
| Duplas mistas detalhes        | Philippe Bourret Denyse Julien CAN Canadá | Mike Beres Jody Patrick CAN Canadá      | Charles Pine Nigella Saunders JAM Jamaica        |
| Duplas mistas detalhes        | Philippe Bourret Denyse Julien CAN Canadá | Mike Beres Jody Patrick CAN Canadá      | Raju Rai Mesinee Mangkalakiri USA Estados Unidos |

## Quadro de medalhas
| Ordem | País               | Medalha de ouro | Medalha de prata | Medalha de bronze |    |
| ----- | ------------------ | --------------- | ---------------- | ----------------- | -- |
| 1     | CAN Canadá         | 2               | 4                | 2                 | 8  |
| 2     | USA Estados Unidos | 2               |                  | 1                 | 3  |
| 3     | JAM Jamaica        | 1               |                  | 2                 | 3  |
| 4     | GUA Guatemala      |                 | 1                | 1                 | 2  |
| 5     | PER Peru           |                 |                  | 4                 | 4  |
| TOTAL | TOTAL              | 5               | 5                | 10                | 20 |

## Ligação externa
- tournamentsoftware.com